# Сатьямэва джаяте

Национальная эмблема Индии

«Сатьямэва джаяте»  (санскр. सत्यमेव जयते сатьям-эва джайате, рус. лишь истина побеждает) — мантра из Мундака-упанишада, священного текста Индии. 
Она была выбрана как девиз Индии после обретения независимости в 1947 году и расположен под национальной эмблемой.
Мантра и герб изображены на лицевой стороне каждой монеты и банкноты индийской валюты, а также напечатаны на обложке индийских паспортов.

## Происхождение
Происхождением девиза является известная мантра 3.1.6 из «Мундака-упанишад».
Мантра выглядит так:
Текст деванагари

सत्यमेव जयते नानृतं

सत्येन पन्था विततो देवयानः ।

येनाक्रमन्त्यृषयो ह्याप्तकामा

यत्र तत् सत्यस्य परमं निधानम् ॥६॥

Транслитерация

satyameva jayate nānṛtaṁ

satyena panthā vitato devayānaḥ

yenākramantyṛṣayo hyāptakāmā

yatra tat satyasya paramaṁ nidhānam

На русском

Только правда торжествует, а не ложь
 Путь истины проложен путешествием полубогов.
 С помощью которого мудрецы атакуют и исполняют свои желания
 где это высшее сокровище истины.